# August Wittig (1823–1893)
Friedrich August Wittig (ur. 23 marca 1823 w Miśni, zm. 20 lutego 1893 w Düsseldorfie) – niemiecki rzeźbiarz.

## Życiorys
W latach 1843–1849 studiował w Kunstakademie w Dreźnie pod kierunkiem Ernsta Friedricha Augusta Rietschela. Od 1849 do 1864 przebywał w Rzymie, gdzie rozwinął swój styl klasyczny. W 1864 został profesorem rzeźby w Kunstakademie w Düsseldorfie.

## Twórczość
Tworzył głównie płaskorzeźby i rzeźby grupowe, preferując motywy z mitologii klasycznej i Biblii. Swoim uczniom za wzór stawiał rzeźby Fidiasza, Michała Anioła i Petera Vischera młodszego. W twórczości Wittiga widoczne są wpływy Rietschela i Ernsta Hähnela. Jego pierwszą życzliwie przyjętą pracą była płaskorzeźba Der Raub des Hylas (inny tytuł: Hylas und die Nymphen, 1846), a grupową rzeźbą z brązu – Siegfrieds Abschied von Kriemhild. Inne znane jego prace, to m.in. Caritas (marmur, 1850) i Hagar und Ismael (gips, 1854; marmur, 1874). W 1869 stworzył naturalnej wielkości popiersie z brązu dyrektora düsseldorfskiej Kunstakademie Wilhelma von Schadowa, z okazji pięćdziesiątej rocznicy odbudowy instytucji. Ostatnim dziełem Wittiga był projekt własnego grobowca ozdobionego pietą z brązu (1892); grobowiec znajduje się na Cmentarzu Północnym w Düsseldorfie.
Witting jest autorem projektu posągu Nike, zwieńczającego Kolumnę Zwycięstwa z 1873 w Oleśnicy. W 1983 posąg uległ zniszczeniu i został odtworzony, a jego kopia w 1988 wróciła na swoje miejsce. Rekonstrukcja posągu znajduje się w oleśnickim Domu Spotkań z Historią.

## Galeria

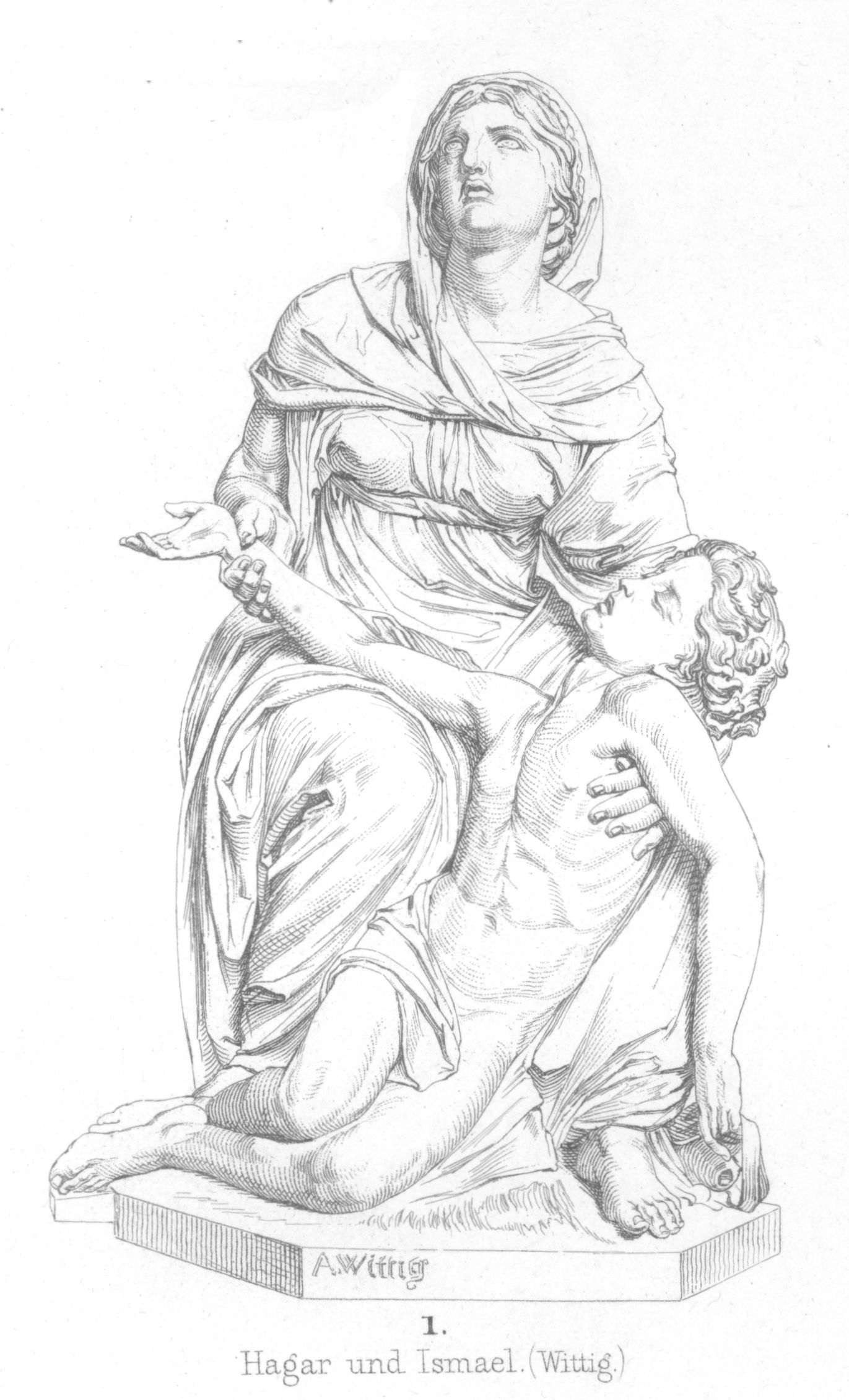
Hagar i Izmael (1854, 1874)
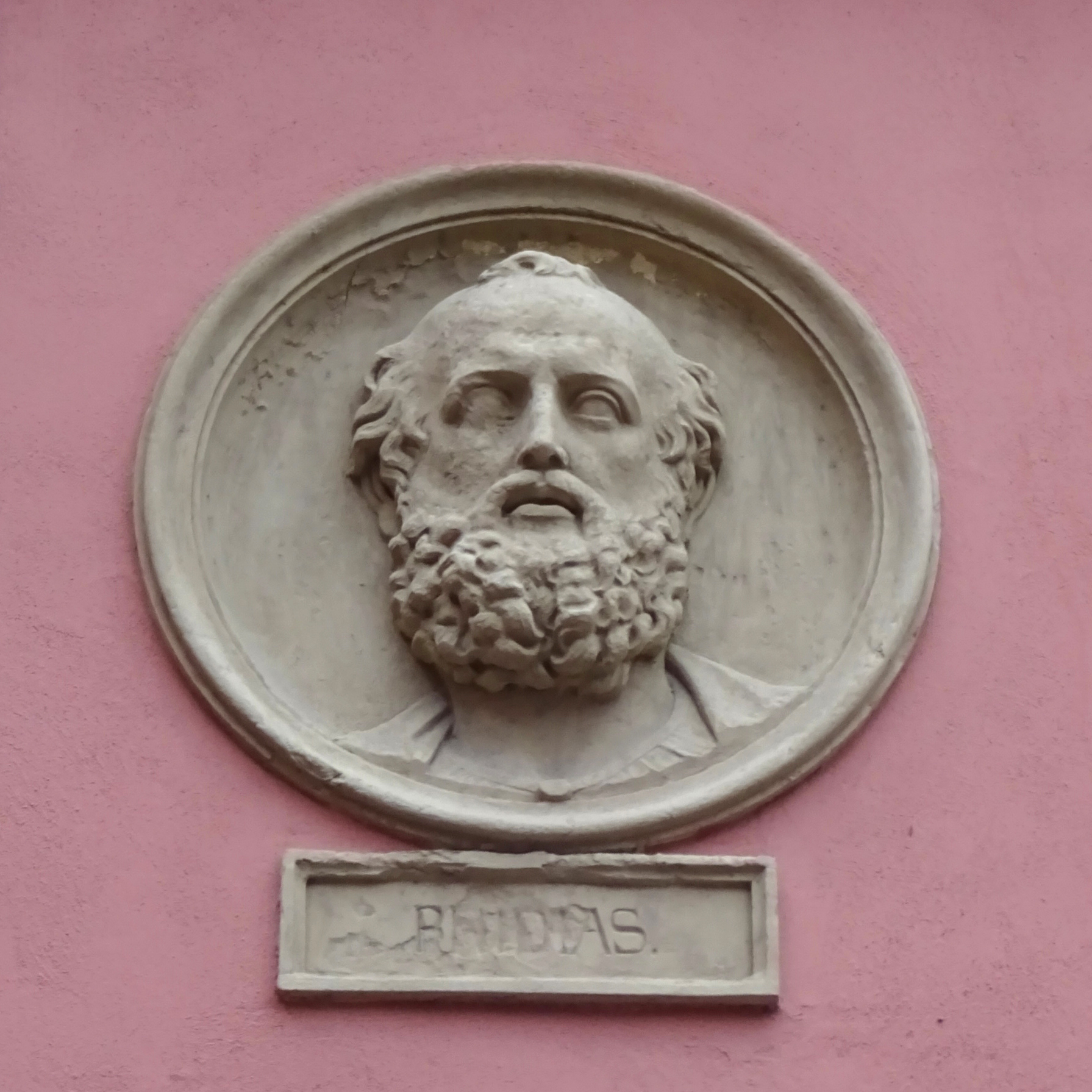
Medalion - Fidiasz, Düsseldorf
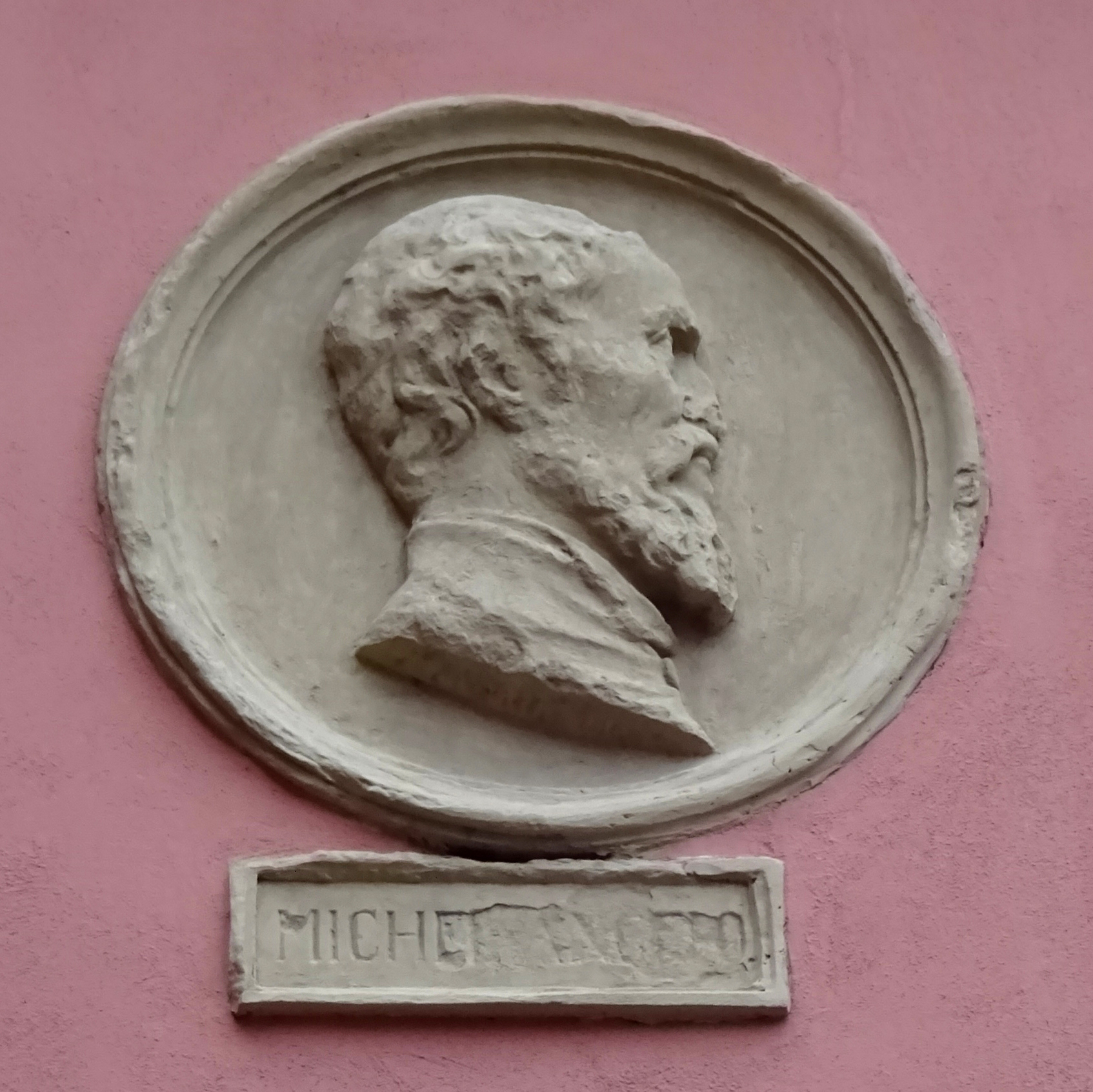
Medalion - Michał Anioł, Düsseldorf
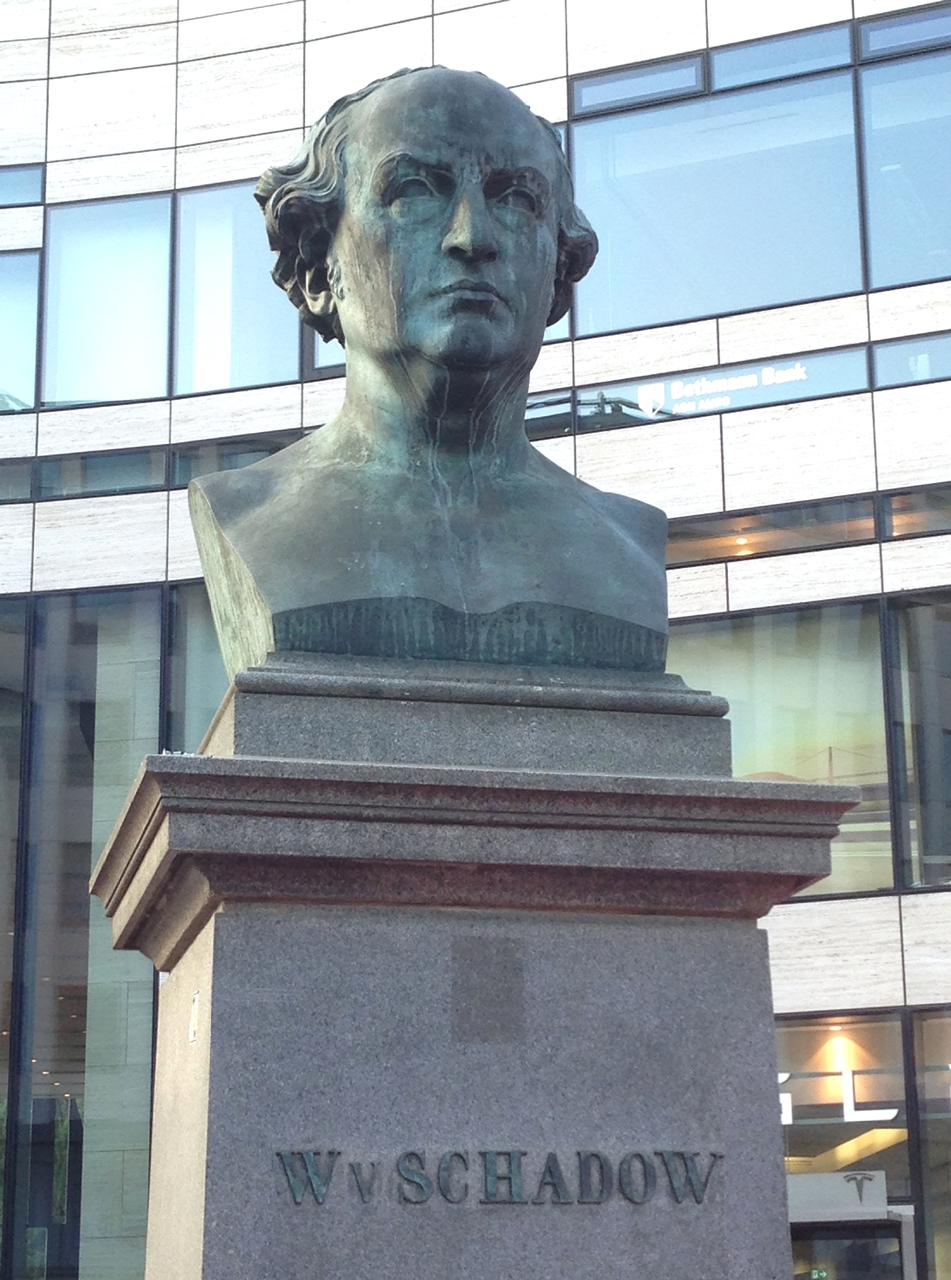
Popiersie[5], Düsseldorf (1869)
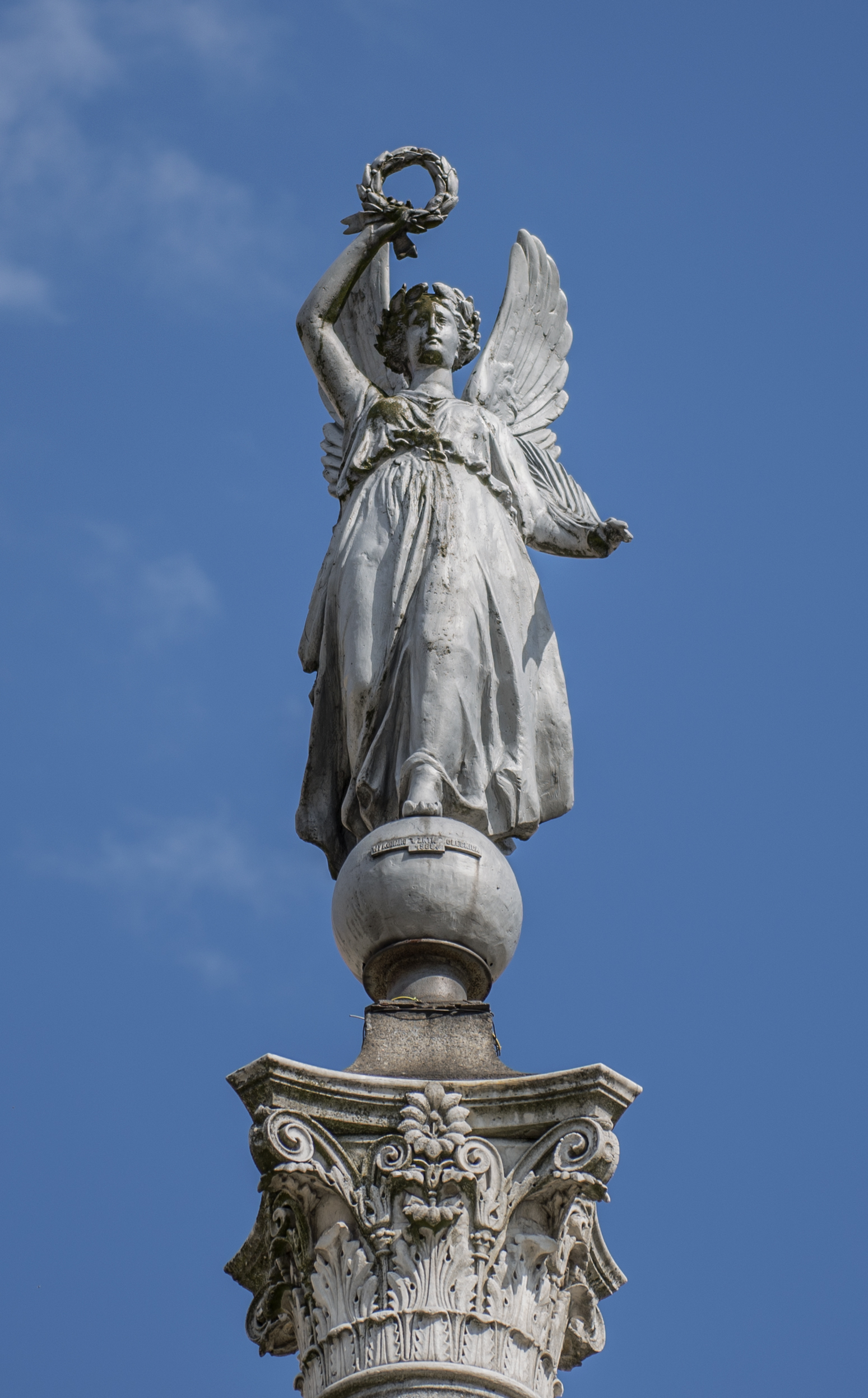
Nike, Oleśnica (1873)
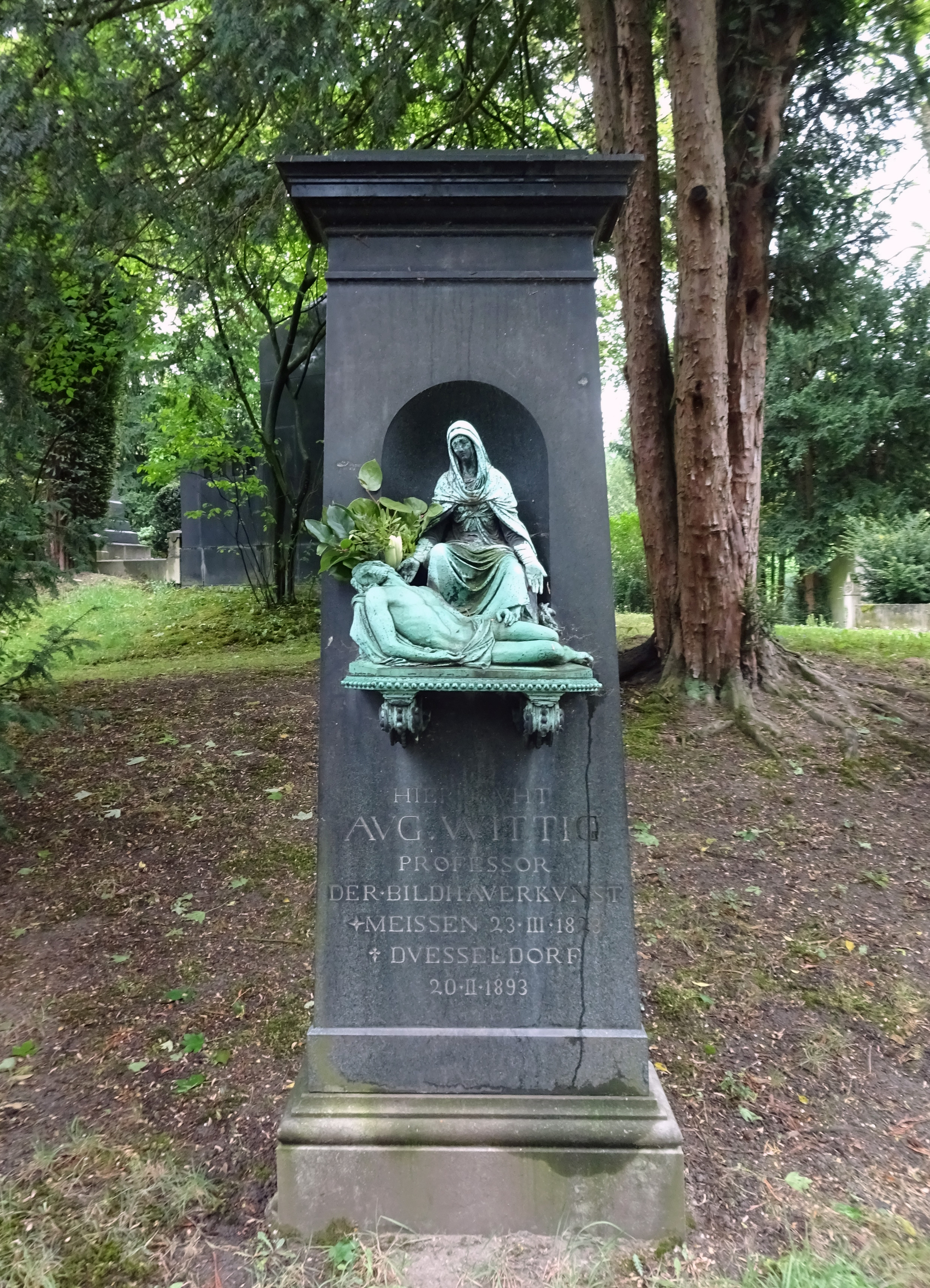
Nagrobek A. Wittig (1892)